# Црешново
 Тази статия е за селото в България.  За поречкото село в Северна Македония вижте Црешнево (община Брод).  За велешкото вижте Црешнево (община Чашка).
Црешново е село в Западна България. То се намира в община Кюстендил, област Кюстендил.

## География
Село Црешново е старо средновековно селище, регистрирано в турски данъчни документи от 1570-1572 г. под името Церешнова. Под същото име се среща и в Списъка на джелепкешаните от 1576-1577 г. към нахия Ълъджа, Кюстендилски санджак. Името произлиза от изчезналото лично име Црешньо, получено от името на плода црешня = череша.
Селото изцяло е разположено в Чудинска планина, по източните склонове на рида Рудина, в северната част на географска област Каменица. 
Надморската височина при Трънярска махала 1008 м.
Климатът е преходно-континентален, с полупланински характер.
Селото отстои на 25 км запад-северозападно от гр. Кюстендил. Землището му се простира от държавната граница със Сърбия до река Коприва. Две махали – Керимовска и Дълга драйка – и част от землището на селото, след 1920 г., съгласно Ньойския договор, остават на територията на днешна Сърбия към село Долно Тлъмино като махала Црешньово.
Село Црешньово е разпръснат тип селище. И по територия, и по население то е едно от най-малките в Каменица.
Основни махали са: Белячка, Ристина, Кюрчинска, Трънярска, Присойска и Дедо Иванова.
Селото е бедно, с малко обработваема площ, особено след като част от земите остават в сръбска територия.
След Ньойския договор стопаните, на които имотите са останали в Сръбско били задължени да плащат данък в сръбската община Бистър за „прелазница“ – документ, който им дава право да обработват земята си. Това продължило до 1949 г., като се изключат годините на Втората световна война (1941-1944 г.). След Ньойския договор започва изселване главно в Ескиджумайско и Тузлука.

## Население по години
1866 г- 197 д.; 1880 - 222; 1900 - 269; 1910 - 304; 1926 -245; 1946 - 224; 1956 -163; 1975 - 49; 1985 - 22; 2001 - 14; 2010 - 9; 2020 - 1.
Към 2021 г. няма нито един целогодишно живеещ.

## Административна принадлежност
От 1883 г.. до 1934 г. – към Бобешинска община
От 1934 г. до 1978 г. – към Долноселска община
От 1978 г. до 1983 г. – към кметство Бобешино от Гюешевска селищна система
От 1983 г. до 1987 г. – към кметство Бобешино от Гърлянската селищна система
След 1987 г. селото е към кметство Бобешино, община Кюстендил.

## Образование
Начално училище е построено през 1920 г. Функционира до 1958 г. Децата са учили в прогимназиите в Бобешино или в Долно село.

## Икономика
Поминъкът е главно земеделие и животновъдство.
През 1957 г. е основано ТКЗС „Граничар“, заедно със селата Бобешино, Жеравино и Коприва.
От 1960 г. селото е към ДЗС, Кюстендил, филиал Долно село
От 1963 г. – към ДЗС Раненци
От 1971 г. – към АПК Кюстендил, филиал Долно село
От 1979 г. – към АПК „Румена войвода“, Гърляно.
След 1991 г. – ликвидация, връщане на земята на бившите собственици и земята масово запустява.
Селото е електрифицирано през 1969 г.
С вода се снабдяват от местни източници.